# Wojna rosyjsko-japońska
Wojna rosyjsko-japońska – wojna o panowanie na Dalekim Wschodzie, toczona pomiędzy Imperium Rosyjskim a Cesarstwem Japonii w okresie od 8 lutego 1904 do 5 września 1905 roku na Dalekim Wschodzie, zakończona traktatem z Portsmouth (5 września 1905) i zwycięstwem Japonii, która dzięki temu awansowała do grona światowych potęg. Japońska armia o stosunkowo małym doświadczeniu bojowym uzyskała miażdżące zwycięstwo nad siłami Rosji, co było dużym zaskoczeniem dla wielu obserwatorów konfliktu. Poniżający szereg klęsk armii rosyjskiej w ogromnym stopniu przyczynił się do niezadowolenia społecznego w Rosji i był główną przyczyną rewolucji w 1905 roku.
Wojna była poważnym konfliktem zbrojnym oraz jednym z lokalnych konfliktów wybuchających przed I wojną światową. Oba państwa od dłuższego czasu prowadziły politykę ekspansyjną na terenach objętych późniejszymi walkami, a wojna została rozpoczęta bez wypowiedzenia japońskim atakiem na rosyjską bazę morską w Port Artur (obecnie Lüshunkou w Chinach). Początkowo działania były prowadzone głównie na morzu. Upokarzająca przegrana była wynikiem niewydolności rosyjskiego systemu sprawowania władzy oraz ogromnych malwersacji i kradzieży po stronie rosyjskiej. Japonia zahamowała rosyjską ekspansję w Azji Wschodniej i uniemożliwiła Rosji przejęcie kontroli nad Mandżurią. W wyniku wojny po obu stronach zginęło około 120 tys. osób.

## Geneza

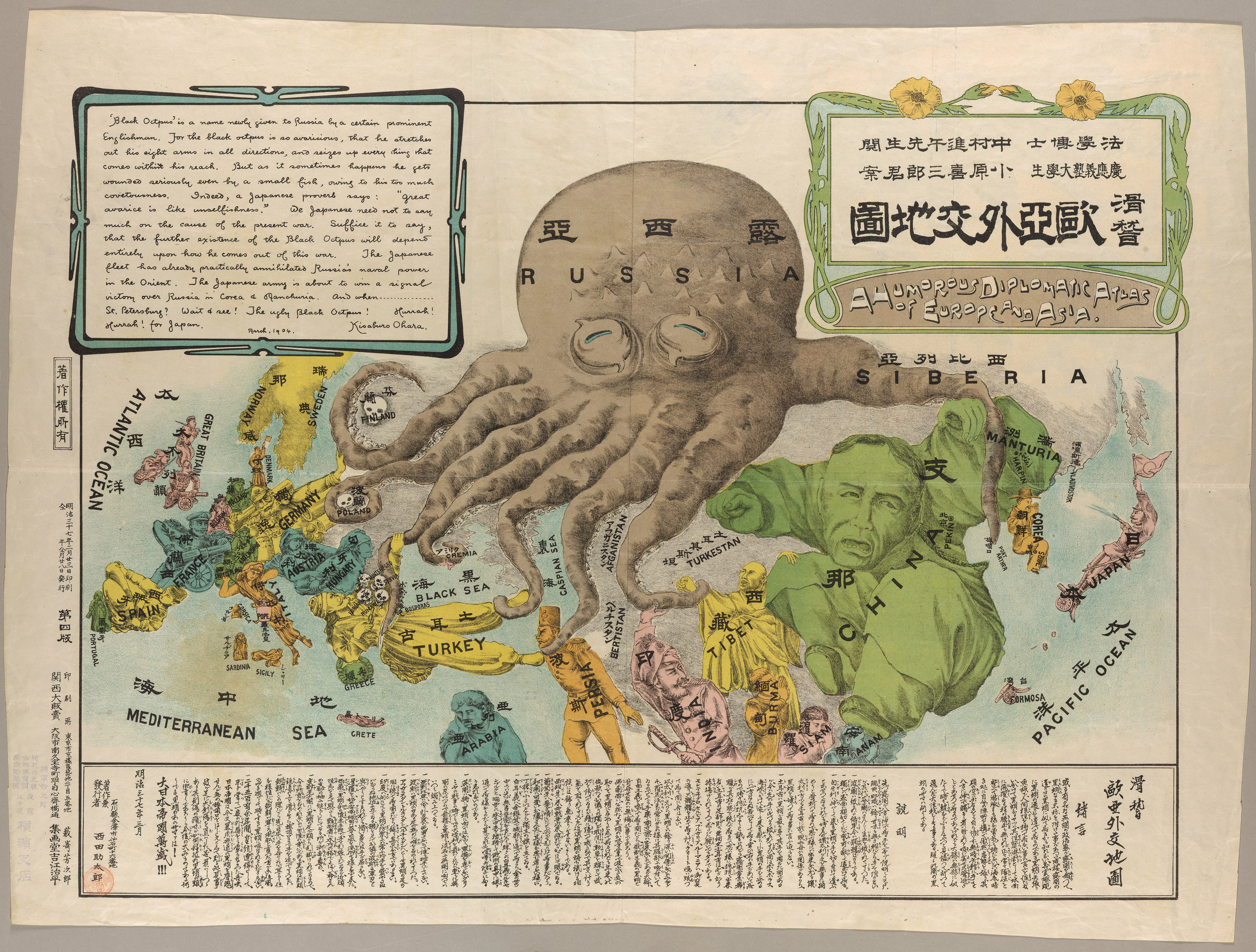
Antyrosyjska mapa satyryczna stworzona przez japońskiego studenta na Uniwersytecie Keio

### Sytuacja w Japonii i Chinach
Siogunat, system władzy w Japonii w latach 1603–1867, opierał się na zasadzie izolacji kraju od świata zewnętrznego (sakoku) – utrzymując kontakty jedynie z Holendrami, w celu zachowania pełni władzy siogunów. Izolowanie miało ochronić kraj przed podbojem przez któreś z mocarstw europejskich. Śmierć sioguna Iemochi Tokugawy oraz klęski sioguna Yoshinobu (znanego także jako Keiki) doprowadziły do zwycięstwa zwolenników silnej władzy cesarskiej. W 1854 roku rozpoczęło się otwieranie Japonii (traktat z Kanagawy). Wśród elit rządzących zwyciężyła koncepcja unowocześnienia państwa, aby zostało ono uznane przez europejskie mocarstwa i Stany Zjednoczone za „cywilizowane”. Miało to zapobiec podbojowi kolonialnemu lub stopniowemu uzależnianiu Japonii.
W 1868 roku na tron wstąpił młody cesarz Mutsuhito, jednocześnie dokonując radykalnych zmian gospodarczych i społecznych (okres Meiji). Nadrzędnym celem było gospodarcze rozwinięcie kraju, a szczególną protekcją cieszyły się przemysł zbrojeniowy oraz rozwój transportu i łączności, które mogły służyć przyszłej ekspansji. Japonia musiała pokonać wielowiekowe zaniedbania. Popyt na rynku krajowym był ograniczony, dlatego Japonia zaczęła dążyć do opanowania rynków zagranicznych. Pobliskie kraje – Chiny i Korea były penetrowane i już osłabione przez zachodnie mocarstwa. Niemal od razu po otwarciu się Japonii na świat, przystąpiła ona do rywalizacji z „białymi” mocarstwami o wpływy gospodarcze i polityczne w Azji. Od 1882 roku przyspieszył rozwój japońskiej marynarki wojennej; koła rządowe i wojskowe zrozumiały, że bez silnej floty nie można wyjść poza granice Japonii. Trzon floty stanowili ochotnicy, dzięki czemu poziom wyszkolenia był wyższy. Pod koniec XIX wieku japońska armia lądowa została zreorganizowana na wzór pruski. Marynarka wojenna była wzorowana na brytyjskiej. Pierwsza japońska konstytucja z 1889 roku była również wzorowana na pruskiej. Niemal całkowita jedność etniczna kraju szybko wytworzyła poczucie patriotyzmu.
W tym okresie Japonia chciała dostać się do grona wielkich mocarstw światowych. Jednym z ważniejszych wydarzeń na Dalekim Wschodzie, do których doszło na krótko przed wojną, był konflikt między Chinami a Japonią o władzę na Półwyspie Koreańskim. Efektem wojny chińsko-japońskiej w latach 1894–1895 było podpisanie pokoju w Shimonoseki, na mocy którego Chiny oddały zwycięskiej Japonii wiele terenów (m.in. Tajwan) i wyrzekły się zwierzchnictwa nad Koreą. W związku z interwencją rządów Rosji, III Republiki Francuskiej oraz Cesarstwa Niemieckiego wygrana strona zrzekła się jednak półwyspu Liaotung. Mocarstwa zostały zaskoczone zachłannością Japonii, a ich protestowi towarzyszyła koncentracja ich trzech flot na wodach azjatyckich. Wygrana spowodowała umocnienie japońskiej wiary we własne możliwości.
Klęska Chin rozpoczęła politykę osłabiania tego państwa m.in. przez Rosję, Francję, Niemcy oraz Wielką Brytanię, które wymuszały na nim korzystne dla siebie umowy i traktaty. Wiązało się to np. z zajmowaniem przez wojska europejskich mocarstw przybrzeżnych miast i portów Chin (np. Jiaozhou, Guangzhouwan i Weihaiwei). Pogarszająca się sytuacja na terytorium Chin doprowadziła do wybuchu powstania bokserów, skierowanego przeciwko cudzoziemcom i dynastii Qing. Walki trwające od 1899 do 1901 roku zostały krwawo stłumione, głównie przez państwa europejskie. Było to kolejne wydarzenie osłabiające pozycję Chin na arenie międzynarodowej oraz uzależniające je od innych potęg.
Pod koniec XIX wieku Japonia nie znała siły Rosji i dlatego obawiała się otwartego konfliktu z nią. Informacje o rosyjskim potencjale militarnym mieli zdobyć japońscy szpiedzy. Jedną z kluczowych postaci w konfrontacji japońskich i rosyjskich tajnych służb był Yasumasa Fukushima. Japonia rozpoczęła intensywną pracę szpiegowską, chcąc dowiedzieć się czy Rosja była w stanie przetransportować swoje siły na Daleki Wschód drogą morską i w jakim stanie była rosyjska flota. Japończycy umieścili na Dalekim Wschodzie wielu szpiegów, m.in. wysocy rangą oficerowie japońscy byli służącymi w domach rosyjskich wojskowych. Wykorzystując swoje podobieństwo fizyczne do Koreańczyków i Chińczyków oficerowie japońscy przedostawali się do rosyjskich garnizonów w Kraju Nadmorskim i Mandżurii jako sprzedawcy, drobni kupcy, kuglarze, rzemieślnicy itp. Tam pod pozorem prowadzenia działalności usługowej zbierali dane wywiadowcze. Po dokładnej analizie zebranych informacji Japończycy doszli do wniosku, że Rosja nie była gotowa do wojny na Dalekim Wschodzie.

### Polityka Rosji

Kolej Wschodniochińska, Kolej Południowomandżurska i Port Artur (Dalian)

Państwo rosyjskie od XVII wieku rościło sobie prawa do ziem na zachodnim wybrzeżu Oceanu Spokojnego. Od 1894 roku Rosja znajdowała się w tajnym sojuszu militarnym z Francją (sojusz francusko-rosyjski). Rosja dążyła do zdobycia na wschodzie niezamarzającego portu morskiego. W kwietniu 1896 otrzymała od Chin koncesję na budowę na chińskim terytorium Kolei Wschodniochińskiej (kolei mandżurskiej). Miała ona zostać połączona z Koleją Transsyberyjską prowadzącą do Władywostoku, której budowa rozpoczęła się pięć lat wcześniej. Kolej Wschodniochińska zapewniła krótsze połączenie Władywostoku z centrum Rosji. Podpisana została także umowa, która zobowiązywała oba kraje na wypadek wojny wystąpić zbrojnie przeciwko Japonii. Strona rosyjska wydzierżawiła w 1898 roku (konwencja została podpisana 27 marca) na okres 25 lat z możliwością prolongaty chiński półwysep Liaotung. Od Chin został on oddzielony strefą neutralną, w której obie strony (za zgodą Rosji) mogły utrzymywać garnizony. Na południu półwyspu znajdował się niezamarzający Port Artur z chińską wojskową bazą morską, którą Rosjanie zaczęli rozbudowywać. Wojska chińskie opuściły twierdzę i miasto. Port Artur został połączony jednotorową Koleją Południowomandżurską (w latach 1898–1903) o długości około 700 km z Koleją Wschodniochińską (w Harbinie), jednak był słabo dostosowany do potrzeb bazy morskiej. Półwysep Liaotung oddzielał Zatokę Zachodniokoreańską (na wschodzie) od Zatoki Pohaj (na zachodzie), zwanej „wrotami do Pekinu”, pobliskiej stolicy Chin. Port Artur stał się główną bazą morską rosyjskiej Floty Oceanu Spokojnego. Kolej Wschodniochińska – ze swoim olbrzymim aparatem administracyjnym, własnymi strażnikami i eksterytorialnym przyległym pasem ziemi – stała się szybko „państwem w państwie” i niewiele liczyła się z chińskim prawem.
W 1901 roku zostały podjęte prace nad poważną rozbudową twierdzy Port Artur, w tym m.in. przebicie drugiego wejścia do portu, pogłębienie redy wewnętrznej, unowocześnienie systemu obrony nadbrzeżnej i lądowej, budowa nabrzeży. Do wybuchu wojny jednak w niewielkim stopniu zrealizowano te przedsięwzięcia i port nie zapewniał bezpiecznego bazowania okrętom Eskadry Oceanu Spokojnego. Dodatkowo wywiad rosyjski nie umiał zorganizować w Mandżurii i Korei własnej agentury szpiegowskiej.
Po otrzymaniu kolejnej koncesji, tym razem na eksploatację zasobów leśnych w Korei, w 1902 roku Rosja wprowadziła swoje wojska na Półwysep Koreański, a następnie do Mandżurii. Rosyjską ekspansją zaniepokoiła się Wielka Brytania, która widziała w niej swojego przeciwnika na Dalekim Wschodzie. Przeciwwagę dla Rosji znalazła w Japonii. Wraz z Japonią nie chciała zgodzić się na rosyjskie warunki nieudzielania przez Chiny koncesji w rejonie Mandżurii państwom trzecim. Doprowadziło to do podpisania sojuszu japońsko-brytyjskiego 30 stycznia 1902. Zawarty został na okres pięciu lat, a w 1905 roku został przedłużony na kolejne pięć.
Prawie do samego końca XIX wieku Rosja posiadała na Dalekim Wschodzie niewielkie siły morskie, dopiero wzrastanie znaczenia Japonii spowodowało podjęcie planów przeciwdziałających (budowę nowych okrętów, przesunięcie okrętów i zakup okrętów), które zostały zrealizowane tylko częściowo. W rosyjskiej marynarce wojennej funkcjonował powszechny obowiązek służby wojskowej. Służba czynna marynarzy trwała siedem lat. Stan wyszkolenia załóg nie był wysoki. Ze względu na oszczędzanie węgla używanego do napędu, okręty pływały tylko cztery miesiące w roku, a przez pozostałych osiem pozostawały w tzw. zbrojnej rezerwie, czyli 12-godzinnej gotowości. Tym samym załogi nie miały odpowiedniej praktyki morskiej. Prowadzono zbyt mało ćwiczeń taktycznych i ostrych strzelań, aby oszczędzać pociski. Nie ćwiczono również współdziałania z artylerią nadbrzeżną, ani pływania zespołowego. System bazowania również był niedoskonały. Flota rosyjska na ogromnym akwenie dalekowschodnim miała tylko dwie bazy – Port Artur i Władywostok – oddalone od siebie o ponad 2200 km, a połączenie morskie między nimi biegło wodami kontrolowanymi przez marynarkę japońską.
Rosjanie odrzucili kompromis przedstawiony przez Japończyków, proponujący strefę rosyjską aż do rzeki Jalu, w zamian za pozostawienie Korei w strefie japońskiej. Grupa ludzi interesu i polityków skupionych wokół wielkiego księcia Aleksandra Michajłowicza Romanowa i Aleksandra Bezobrazowa dążyła do wojny, spodziewając się kolejnych podbojów na Dalekim Wschodzie i wysokich zysków. Dodatkowo planowano korzyści polityczne; szybka i zwycięska wojna miała poprawić notowania Rosji oraz spacyfikować nastroje w kraju. Francja obawiała się, że wojna osłabi Rosję, a w efekcie zmniejszy siłę sojuszu francusko-rosyjskiego, dlatego francuska dyplomacja usiłowała odwieść Rosję od konfrontacji. Dla odmiany Niemcy były zainteresowane wspieraniem Rosji w jej działaniach azjatyckich, by odwrócić uwagę Rosji od spraw europejskich i osłabić jej sojusz z Francją.

## Przyczyny
Zaostrzenie stosunków dyplomatycznych z Japonią spowodowało wyrażenie przez cara Mikołaja II Romanowa zgody na ogłoszenie od dnia 25 stycznia 1904 stanu wojennego w twierdzach Władywostok i Port Artur. Car chciał, aby to Japończycy rozpoczęli wojnę i nie pozwolił na żadne działania, które jego zdaniem mogłyby sprowokować przeciwnika.
Bezpośrednią przyczyną wybuchu konfliktu było odrzucenie przez stronę rosyjską propozycji Japonii w sprawie podziału stref wpływów na Dalekim Wschodzie (Japonia – Korea, Rosja – Mandżuria), czego skutkiem było zerwanie przez nią stosunków dyplomatycznych 6 lutego 1904.

## Wojna

### Plany wojny, siły stron i mobilizacja
Z punktu widzenia ekonomii, Japonia była znacznie słabsza. Rosja uważała Japonię za słabego przeciwnika i liczyła na szybkie zwycięstwo. Nie brano do końca pod uwagę odległości teatru działań wojennych od centrum kraju i centrów przemysłu, co znacznie obniżało potencjał strategiczno-wojenny.
Japonia miała w czasie pokoju armię w sile 180 tys. żołnierzy (przy 46 mln ludności) i dysponowała rezerwami ok. 850 tys. ludzi. Po mobilizacji Japonia miała 13 dywizji piechoty i 13 rezerwowych brygad piechoty (ponad 375 tys. żołnierzy i 1140 dział polowych). Razem siły zbrojne po mobilizacji liczyły ok. 1,2 mln żołnierzy. Marynarka Wojenna Japonii miała 6 nowych i 1 stary pancernik, 8 krążowników pancernych (2 z nich budowane za granicą, przybyły po rozpoczęciu wojny), 17 krążowników pancernopokładowych w tym kilka starego typu, 19 niszczycieli, 28 torpedowców, 11 kanonierek. Dowodzenie wojskami japońskimi powierzono szefowi Sztabu Generalnego marszałkowi Iwao Ōyama, który od czerwca został naczelnym dowódcą wojsk lądowych w Mandżurii. Japonia zorganizowała cztery armie (działające w kolejności od wschodu): 1 Armia – dowódca gen. Tamemoto Kuroki, 4 Armia – gen. Michitsura Nozu, 2 Armia – gen. Yasukata Oku i 3 Armia – gen. Maresuke Nogi. Flotą japońską dowodził admirał Heihachirō Tōgō. Okręty japońskie przewyższały rosyjskie parametrami i osiągami takimi jak szybkość, zasięg działania, jakość opancerzenia i pocisków dział (ekwiwalent materiału wybuchowego w pociskach 12″, 8″ i 6″ rosyjskich i japońskich był jak 1:1:2), waga salwy (Flota Zjednoczona Japonii – 12 418 kg, Eskadra Port Artur – 9111 kg).
Japończycy przygotowali niezwykle skrupulatny i wielokrotnie analizowany plan wojny. Jej celem było usunięcie Rosji z Mandżurii i półwyspu Liaotung, a tym samym pozbawienie jej wpływów w Chinach. Ze względu na wyspiarskie położenie Japonii, jej flota wojenna miała odegrać kluczową rolę. Zachowanie przez nią inicjatywy na morzu miało zapewnić nieprzerwane dostawy dla armii walczącej w Mandżurii.
Japońskie plany strategiczne przewidywały przejęcie panowania na morzu drogą niespodziewanego ataku i zniszczenia eskadry okrętów w Port Artur, po czym wysadzenie wojsk lądowych w Korei i Południowej Mandżurii, opanowanie Port Artur i rozbicie głównych sił rosyjskich w rejonie Liaoyang. Zadaniem dalszym było opanowanie Mandżurii, Kraju Ussuryjskiego i Kraju Nadmorskiego (Primorskogo). Zasadniczym teatrem działań floty japońskiej było Morze Żółte, na którym Zjednoczona Flota miała blokować rosyjską eskadrę w Port Artur. Na Morzu Japońskim rosyjskiemu Oddziałowi Władywostockiemu przeciwstawiono 3 Eskadrę, z zadaniem przeciwdziałania atakom rajdowym rosyjskich krążowników na komunikacjach morskich Japonii. Desant w Inczonie (w pobliżu Seulu) miał tę zaletę, że w razie niepowodzenia armia miałaby możliwość obrony na rzekach, naturalnych przeszkodach. Pokonanie Port Artur miało zapewnić panowanie na Morzu Żółtym oraz zneutralizować zagrożenie przez fortecę dla armii walczącej w Mandżurii. Do wykonania zadań marynarka japońska dysponowała 154 okrętami, dalszych 36 znajdowało się w budowie, z których część weszła do służby jeszcze w trakcie wojny.
Zaplanowana wojna, w przeciwieństwie do dotychczasowych wojen z Koreańczykami i Chińczykami, miała być prowadzona po „europejsku”. Japończycy pogardzali Koreańczykami oraz Chińczykami i nie przestrzegali wobec nich żadnych praw wojennych. Mordowali ludność cywilną i jeńców wojennych, dobijali rannych, rabowali, gwałcili itp. W nowej wojnie Japończycy chcieli pokazać światu, że Japonia była krajem całkowicie cywilizowanym i we wszystkim dorównuje „białym” mocarstwom. Zostały wydane szczegółowe instrukcje dotyczące humanitarnego traktowania jeńców, poszanowania ich godności osobistej, niestosowania żadnych form przemocy fizycznej (poza wymogami dyscypliny wojskowej), zapewnienie swobody wyznania i sumienia. Wydano również instrukcje szybkiej i właściwej opieki lekarskiej dla rannych oraz postępowania ze zmarłymi. Zakazano wszelkich grabieży.

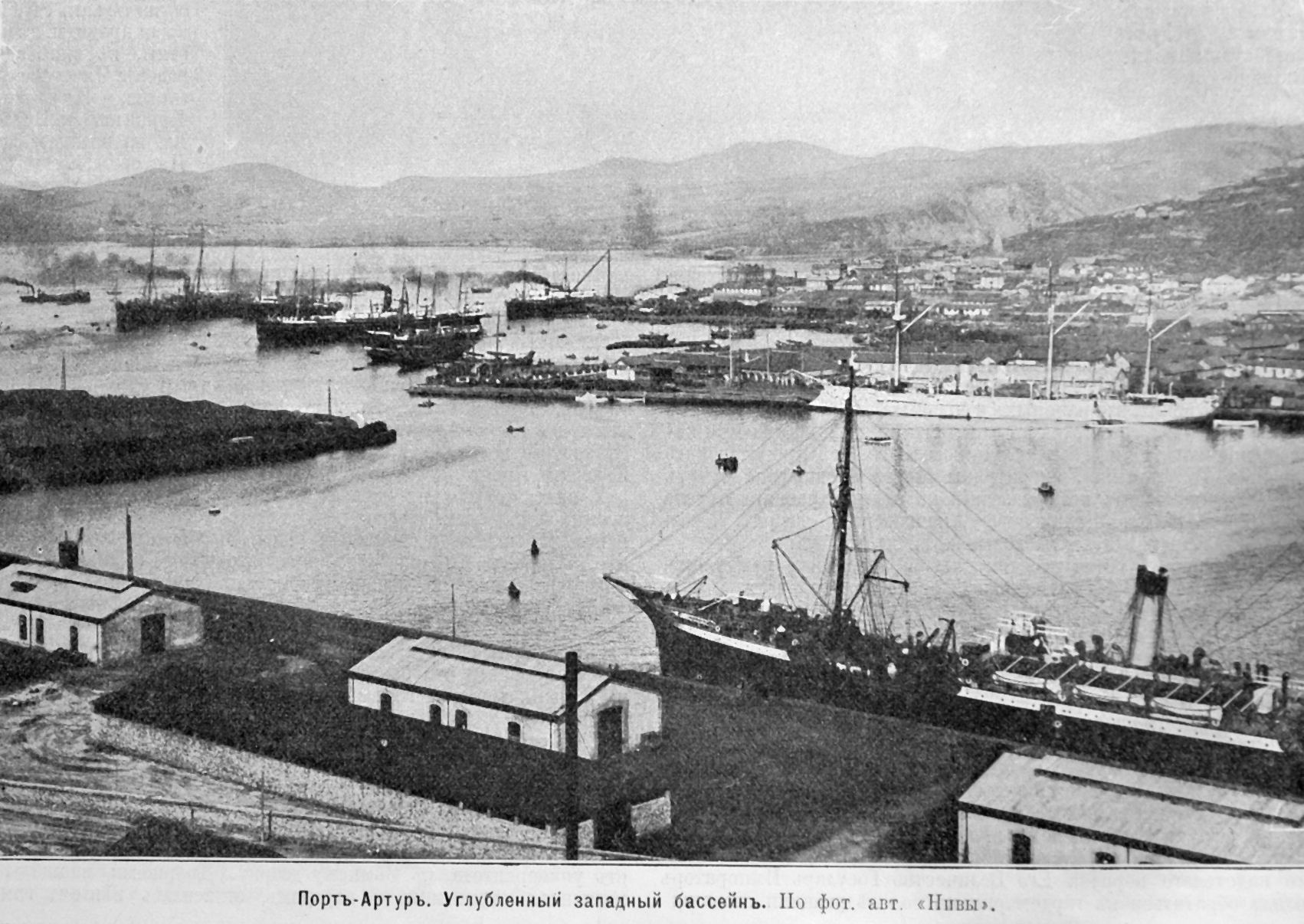
Port Artur, 1904

Rosja posiadała armię, w czasie pokoju, w sile ok. 1,1 mln żołnierzy (przy 146 mln mieszkańców) i dysponowała rezerwami ok. 3,5 mln żołnierzy. Jednak na Dalekim Wschodzie, od Bajkału na wschód, miała w styczniu 1904 ok. 150 tys. żołnierzy z tego: Wojska Ochrony Pogranicza w tym rejonie liczyły ok. 24 tys. ludzi i miały 26 dział; garnizon Port Artur 28,1 tys.; wojska kolejowe ochrony Chińsko Wschodniej Kolei Żelaznej 35 tys.; oddziały w twierdzach 7,8 tys.; oraz ok. 60 tys. żołnierzy oddziałów liniowych, 148 dział i 8 ciężkich karabinów maszynowych (ckm) gotowych do walki (skoncentrowanych w rej. Władywostoku ok. 45 tys. i w Mandżurii ok. 28 tys.). Siły ww. były dyslokowane na olbrzymim terytorium od Czyty do Władywostoku, i od Błagowieszczeńska do Port Artur. Przepustowość Kolei Transsyberyjskiej wynosiła na początku wojny 3 pary eszelonów na dobę. W czasie wojny zwiększono przepustowość linii do 4 par pociągów (zasadniczym ograniczeniem przepustowości była przeprawa przez Bajkał). Do Mandżurii było skierowanych ok. 1,2 mln żołnierzy (większość w 1905 roku). Rosyjska Marynarka Wojenna na Dalekim Wschodzie miała: 7 pancerników, 4 krążowniki pancerne, 10 krążowników pancernopokładowych, 2 kanonierki torpedowe, 35 niszczycieli i torpedowców (1 wszedł po rozpoczęciu wojny), 7 kanonierek. Większość Floty bazowała w Port Artur. We Władywostoku bazowały 3 krążowniki pancerne, 1 krążownik pancernopokładowy i 10 torpedowców. Obiekty obronne Port Artura nie były zakończone. Silnym atutem Rosji były Flota Bałtycka i Flota Czarnomorska, po wielkości każda równa Flocie na Dalekim Wschodzie, jednak trzeba je było dyslokować na Daleki Wschód. Flota Bałtycka nie mogła przejść w całości przez Kanał Sueski, zatem musiała opływać Europę i Afrykę.
Flota Czarnomorska miała zamknięte przez Turcję przejścia przez Cieśniny Bosfor i Dardanele, i nie mogła zostać wykorzystana. Naczelnym dowódcą wojsk rosyjskich na Dalekim Wschodzie był admirał Jewgienij Aleksiejew, któremu podporządkowani byli dowódca Armii Mandżurskiej Aleksy Kuropatkin i dowódca Floty admirał Stiepan Makarow.
Dowództwo rosyjskie uważało, że siły Japonii nie będą w stanie szybko rozpocząć natarcia na lądzie. Dlatego też głównym zadaniem w początkowym okresie wojny było powstrzymywanie wojsk japońskich na lądzie, do czasu przybycia głównych sił z centrum Rosji, po wykonaniu mobilizacji i koncentracji wojsk. Dowóz sprzętu i uzupełnień zapewniała tylko jedna linia kolejowa (Kolej Południowomandżurska). Rozpoczęcie operacji zaczepnych na lądzie przewidywano po siódmym miesiącu wojny. Po podciągnięciu sił, planowano zepchnąć lądowe wojska japońskie na morze i wysadzić desanty na wyspach japońskich. Marynarka Wojenna Rosji miała dążyć do panowania na morzu i nie dopuścić do desantowania wojsk japońskich w Korei lub Chinach.
Rosyjski plan wojny był pasywny i miał charakter obronny. Nie było właściwie ogólnego planu, tylko opracowane oddzielnie – nieskoordynowane ze sobą – plany działań morskich i lądowych.

### Wybuch
13 listopada 1903 oba rosyjskie zespoły – władywostocki i portarturski – zakończyły kampanię i odtąd znajdowały się w 12-godzinnej gotowości (tzw. zbrojnej rezerwie). 16 stycznia 1904 rząd koreański wydał oświadczenie o zachowaniu przez Koreę neutralności w razie konfliktu japońsko-rosyjskiego. Wiceadmirał Aleksiejew na własną rękę podjął pewne środki zmniejszające ryzyko niespodziewanego napadu z morza, przede wszystkim na okręty stojące w Port Artur. Wejście do portu we Władywostoku było już pokryte lodem. 6 lub 7 lutego 1904 otrzymał informację o zerwaniu stosunków dyplomatycznych z Japonią i polecenie podjęcia przygotowań wojennych, jednak wtedy nie wykonał odpowiednich czynności.
W nocy 8 lutego 1904 roku flota japońska zbliżyła się, a 9 lutego zaatakowała (pierwsze torpedy zostały odpalone o godz. 0:28) z zaskoczenia główną rosyjską bazę morską w Port Artur, oraz stacjonujące tam główne siły rosyjskiej floty (7 pancerników, 1 krążownik pancerny i 4 krążowniki lekkie). Atak nie przyniósł dużego sukcesu Japończykom, powodując jednak uszkodzenie kilku okrętów, które musiały zostać wyłączone z akcji na parę miesięcy. Następnego dnia car Mikołaj II wypowiedział wojnę Japonii.

### Walki

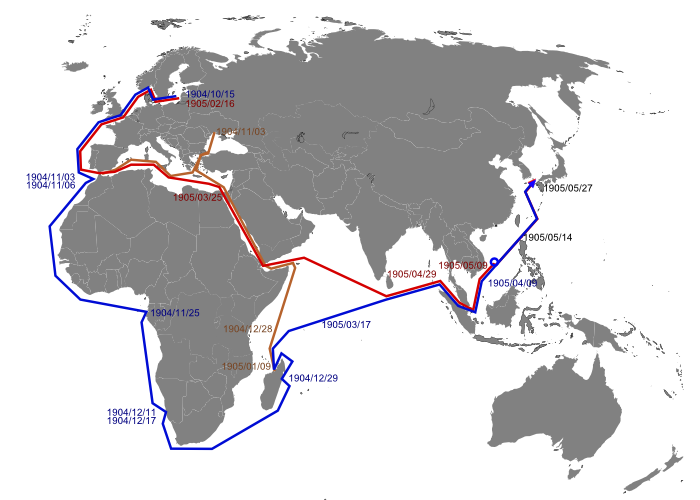
Długa podróż eskadr Floty Bałtyckiej

Pierwszy etap wojny, do końca 1904 roku, skupiał się na obronie bazy Port Artur. Początkowe raporty zwiadowcze były nader optymistyczne dla dowodzącego flotą japońską admirała Tōgō Heihachirō, toteż rozkazał atak na – jak sądził – znacznie osłabione siły wroga. Jednostki rosyjskie wyszły jednak z portu i wywiązała się bitwa, której zwycięzcami okazali się poddani cara – po zaciętej walce siły japońskie zostały zmuszone do wycofania pod ostrzałem zarówno statków, jak i artylerii nabrzeżnej wroga. Japończycy przystąpili wtedy do długotrwałej blokady portu, podczas której doszło do licznych potyczek. Kilkukrotnie usiłowano zablokować wejście do portu zatapiając w nim statki, tonęły one jednak zbyt głęboko nie tarasując całkowicie drogi. Dowodzący flotą rosyjską admirał Stiepan Makarow – którego trafne decyzje uprzednio znacznie podniosły sprawność stacjonujących w Port Artur sił morskich – w trakcie jednej z potyczek zapędził się swym okrętem zbyt daleko, a powracając natrafił na miny morskie pozostawione przez wroga. Jego okręt zatonął zabierając Makarowa ze sobą i zadając tym dotkliwy cios obrońcom portu, bowiem pozostałym dowódcom brakowało jego umiejętności i inicjatywy. Blokując port od strony morskiej Japończycy przystąpili do działań na lądzie – zwyciężając w pierwszej bitwie ze stosunkowo niewielką armią rosyjską i dokonując strategicznego rozmieszczenia wojsk przygotowali sobie pozycje do oblężenia Port Artur. Oblężenie to próbowano przerwać w maju 1904 roku, lecz siły rosyjskie były zbyt małe (25 000 żołnierzy przeciwko 35 000), sam atak zaś nastąpił zbyt późno. Rosjanie po raz kolejni zostali pobici i zmuszeni do ucieczki.
Podczas gdy kolejne próby przełamania oblężenia kończyły się fiaskiem flota rosyjska kilkukrotnie usiłowała wyrwać się z blokady. Podjęto kilka takich prób, lecz z powodu nieudolnego dowództwa i braku koordynacji jedynym ich efektem było stopniowe wykrwawianie się rosyjskich sił morskich. Oblężenie lądowe także było coraz bardziej zacieśniane – ostrzał artylerii i krwawe szturmy zmuszały Rosjan do wycofywania na kolejne pozycje, zaś Japończyków coraz bardziej przybliżały do celu. W końcu 26 listopada siły japońskie opanowały jedno ze wzgórz, które górowało w sposób zdecydowany nad całością twierdzy. Po odparciu rosyjskich kontrataków Japończycy umocnili swoje pozycje na wzgórzu i umieścili na nim ciężką artylerię, która z tej pozycji mogła już prowadzić ostrzał statków stojących w porcie. Większość z pozostałych jeszcze okrętów rosyjskich została wówczas zatopiona bądź w wyniku ostrzału, bądź przez swoje załogi. Wyjątkami były pancernik Sewastopol oraz kanonierka Otważnyj, których kapitanowie nie chcieli pozwolić na późniejsze wykorzystanie swych statków. Oba okręty wyszły na głębsze wody, gdzie walcząc z japońskimi torpedowcami załogi dokonały zatopienia swoich jednostek. Wobec zniszczenia floty dowodzący obroną twierdzy uznał dalszy opór za bezcelowy i w dniu 2 stycznia 1905 roku poddał Port Artur siłom japońskim. Wydarzenie to odbiło się głośnym echem w całej Rosji, obywatele której byli zszokowani tą upokarzającą porażką z o wiele mniejszym krajem.
Przez długi okres rosyjska flota wojenna z Władywostoku nie mogła podjąć działania, ponieważ nie mogła wypłynąć z zamarzniętego portu. Dodatkowo Brytyjczycy (sojusznicy Japonii) nie wyrazili zgody, by wszystkie rosyjskie okręty przepłynęły przez znajdujący się pod brytyjską pełną kontrolą Kanał Sueski (Wielka Brytania i Rosja stały się sojusznikami po podpisaniu w 1907 porozumienia rosyjsko-angielskiego), co zmusiło je do pokonania dłuższej trasy.
W trakcie wojny Rosja poniosła bezprecedensową w historii wojen morskich klęskę, tracąc dwie spośród trzech flot (prawie całą Flotę Bałtycką i Flotę Oceanu Spokojnego) przy minimalnych stratach drugiej strony. Jedynie Flota Czarnomorska przetrwała (na czas wojny nie opuszczała Morza Czarnego). Japonia stała się szóstą morską potęgą świata, podczas gdy rosyjska flota wojenna stała się niewiele silniejsza od floty Austro-Węgier.
Rosja nie posiadała na światowych wodach poważniejszych sił morskich, które mogłyby sparaliżować kontakty Japonii z innymi krajami i zmniejszyć japoński import. Rosjanie podjęli jedynie niewielkie działania krążownicze, próbując zwalczać żeglugę utrzymującą łączność z Japonią.

### Bitwy
| Data                               | Miejsce              | Wynik                                                                    | Uwagi        |
| ---------------------------------- | -------------------- | ------------------------------------------------------------------------ | ------------ |
| 8 lutego 1904                      | atak na Port Artur   | nierozstrzygnięta pod względem taktycznym, operacyjne zwycięstwo Japonii | bitwa morska |
| 9 lutego 1904                      | Czemulpo             | zwycięstwo Japonii                                                       | bitwa morska |
| 30 kwietnia – 1 maja 1904          | Rzeka Yalu           | zwycięstwo Japonii                                                       |              |
| 25–26 maja 1904                    | Jinzhou              | zwycięstwo Japonii                                                       |              |
| 14–15 czerwca 1904                 | Delisi               | zwycięstwo Japonii                                                       |              |
| 17 lipca 1904                      | Motian               | zwycięstwo Japonii                                                       |              |
| 24 lipca 1904                      | Dashiqiao            | zwycięstwo Japonii                                                       |              |
| 31 lipca 1904                      | Ximucheng            | zwycięstwo Japonii                                                       |              |
| 10 sierpnia 1904                   | Morze Żółte          | nierozstrzygnięta pod względem taktycznym, operacyjne zwycięstwo Japonii | bitwa morska |
| 14 sierpnia 1904                   | Ulsan                | zwycięstwo Japonii                                                       | bitwa morska |
| 19 sierpnia 1904 – 2 stycznia 1905 | oblężenie Port Artur | strategiczne zwycięstwo Japonii                                          |              |
| 25 sierpnia – 3 września 1904      | Liaoyang             | nierozstrzygnięta                                                        |              |
| 5–17 października 1904             | Sha He               | nierozstrzygnięta                                                        |              |
| 26–27 stycznia 1905                | Sandepu              | nierozstrzygnięta                                                        |              |
| 25 lutego – 10 marca 1905          | Mukden               | zwycięstwo Japonii                                                       |              |
| 27–28 maja 1905                    | Cuszima              | strategiczne zwycięstwo Japonii                                          | bitwa morska |

### Sprawa polska
Klęski Rosji w wojnie wywołały wielkie ożywienie w Królestwie Polskim, będącym częścią Imperium Rosyjskiego. Dodatkowo rosło niezadowolenie społeczne (rewolucja 1905 roku w Królestwie Polskim), wynikające ze strat najbardziej liczącego się przemysłu włókienniczego po zablokowaniu rynku dalekowschodniego, a na wsi w wyniku klęski nieurodzaju. W 1904 do Tokio przyjechali (osobno i niezależnie) Józef Piłsudski i Roman Dmowski, by zjednać sobie Japonię. W polskim obozie brakowało jednak jedności i zdolności do porozumienia. Królestwo ogarniały fale strajków, w wyniku czego car Mikołaj II 30 października 1905 wydał manifest deklarujący wolności obywatelskie. Tuż po zakończeniu wojny jednakże władze wprowadziły 11 listopada 1905 stan wojenny w Królestwie, aby spacyfikować rewolucję.

### Pokój
Rok 1905 okazał się fatalny dla caratu; kolejne klęski w wojnie i wybuch rewolucji wywołały chwianie się imperium w posadach. Car zdecydował o podpisaniu 24 lipca 1905 roku tajnego układu z Wilhelmem II Hohenzollernem (układ z Björkö). Wojna rosyjsko-japońska została zakończona pokojem w Portsmouth, zawartym 5 września 1905 roku. Rosja mogła wciąż kontynuować walkę, ponieważ dysponowała znacznymi rezerwami. Ważnym dla Rosji argumentem, przemawiającym za szybkim zakończeniem walk, były wewnętrzne niepokoje w kraju. W odmiennej sytuacji była Japonia, która nie posiadała już sił wystarczających do kontynuowania walki. Zgodnie z traktatem pokojowym zwycięska Japonia otrzymała dzierżawiony przez Rosję okręg kwantuński (z Port Artur) oraz inne rosyjskie koncesje we wschodniej Mandżurii, południową część wyspy Sachalin i uzyskała swobodę działania w Korei.
W 1906 roku Theodore Roosevelt (26. prezydent Stanów Zjednoczonych) za wypracowanie pokoju w Portsmouth otrzymał Pokojową Nagrodę Nobla.

## Skutki wojny
Wojna rosyjsko-japońska była prowadzona o panowanie w północno-wschodnich Chinach i w Korei. Japończycy rozbili Rosję na lądzie w generalnej bitwie pod Mukdenem i flotę rosyjską w bitwie pod Cuszimą. Wojna zakończyła się pokojem w Portsmouth, w wyniku którego Rosja uznała Koreę za strefę wpływów Japonii, oddała część swoich terytoriów w Azji. Wojna przyspieszyła początek rewolucji z lat 1905–1907.
Straty stron w wojnie:
Rosja: zabici – 25 331, ranni – 146 032, zmarli od ran – 6127, zmarli od chorób – 11 170, straty floty – 6299, razem – 194 959; oraz do niewoli dostało się 59 218 żołnierzy i oficerów.
Rosja wydała na wojnę ok. 2347 mln rubli, oprócz tego ok. 500 mln rubli stanowiły straty spowodowane oddaniem Japonii zasobów gospodarczych i sprzętowych oraz zatopionych statków i okrętów. Pomimo trudnej sytuacji i niezdolności kadry oficerskiej do dowodzenia wojskami i prowadzenia działań, rosyjski żołnierz pokazał męstwo, odporność i odwagę. Na bazie doświadczeń wojny w armii rosyjskiej rozpoczęło się wprowadzanie reform wojskowych 1905–1912. Klęska Rosji oraz straty wojenne spowodowały niezadowolenie narodu i katastrofalny wzrost procesów rewolucyjnych w społeczeństwie, które objawiły się jako „pierwsza rewolucja rosyjska”. Mimo że w 1907 roku rewolucyjne działania zostały stłumione przez władze carskie, carat nie odzyskał swojej świetności.
Japonia: zabici – 47 387, ranni – 173 425, zmarli od ran – 11 425, zmarli od chorób – 27 192, straty floty – 2000, razem – 261 429; Japonia zaciągnęła 4 pożyczki w USA i Wielkiej Brytanii, w okresie od kwietnia 1904 do maja 1905, w wysokości ok. 410 mln dolarów, którymi pokryła 40% wydatków na wojnę. Japoński żołnierz pokazał swoje umiejętności walki i fanatyczne oddanie służbie.
Wojna wywarła wielki wpływ na taktykę i sztukę operacyjną. Z taktycznego punktu widzenia, na masową skalę w wojnie po raz pierwszy użyto broni maszynowej. Wojna pokazała wielką wartość karabinu maszynowego jako środka obrony i środka ofensywnego. Pokazała wartość ognia artyleryjskiego z pozycji zakrytych. Transzeje w obronie zastąpiły do tej pory stosowane obiekty fortyfikacyjne (fortyfikacji stałej). Wojna pokazała konieczność doskonalenia współdziałania różnych rodzajów wojsk i służb na polu walki. Na morzu po raz pierwszy wykorzystano na dużą skalę torpedowce. Bitwa pod Cuszimą była pierwszą wielką bitwą epoki pancerników morskich, wówczas największą bitwą morską od czasów Trafalgaru. Bitwa wyraźnie dowiodła, że aby wygrać na morzu trzeba znać taktykę morską we współdziałaniu z taktyką artylerii morskiej. Psychologiczne i polityczne zwycięstwo Japonii w tej wojnie było punktem zwrotnym w historii świata. Kraje Azji przekonały się, że Europejczycy nie zawsze są niepokonani. „Supremacja białych” się zestarzała.
Wojna przyniosła narodom Rosji i Japonii obniżenie poziomu życia, wzrost podatków i cen. Dług Japonii wzrósł czterokrotnie.
Pomimo ograniczonego charakteru wojny rosyjsko-japońskiej, miała ona istotny wpływ na równowagę sił na świecie, na zmianę wielu procesów politycznych i konfrontacji wojennych.

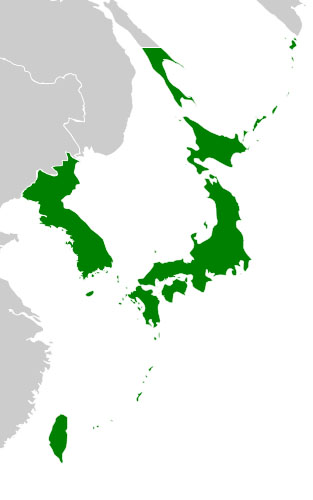
Japonia po aneksji Korei w 1910 roku

Zwycięstwo Japonii w wojnie spowodowało przebudowę na wielką skalę kraju i dążenie do budowy struktur państwa na europejskim poziomie rozwoju. Wzrosły tendencje militarystyczne w polityce wewnętrznej oraz nastąpiła militaryzacja gospodarki. Już 17 listopada 1905 Japonia zmusiła Koreę do podpisania traktatu o protektoracie, a w 1910 roku włączyła Koreę jako kolonię do Imperium Japońskiego.
Nastąpiło rozdwojenie polityki zagranicznej Japonii między potrzebą zapobiegania odwetowi z północy i potrzebą ekspansji na południe i południowy zachód. Te sprzeczności znalazły odzwierciedlenie w stałym konflikcie między armią i marynarką.
Japonię, dominującą w Korei i części przybrzeżnej Chin, zaczęła interesować baza morska Niemiec w Qingdao. Było to jedną z przyczyn opowiedzenia się cesarstwa w czasie I wojny światowej po stronie wrogów Niemiec. Dalsza ekspansja japońska w Chinach była przyczyną coraz bardziej rosnącego napięcia w stosunkach z USA.
Mając doświadczenie skutecznego działania na morzu, japońska marynarka rozpoczęła aktywną budowę infrastruktury morskiej, okrętów i statków. Jednostki japońskie nie ustępowały najlepszym statkom brytyjskim. W końcu I wojny światowej Japonia stała się trzecią potęgą morską na świecie.
Stan równowagi geopolitycznej na świecie znacznie się zmienił. Rosja straciła swoją pozycję na Pacyfiku. Oznaczało to, że została zmuszona do odstąpienia od ekspansji na wschodzie i na południowym wschodzie Azji i rozpoczęła zmianę kierunku swoich wpływów na Europę, Bliski Wschód i rejon cieśnin mórz Śródziemnego i Czarnego. Ze względu na osłabienie sił morskich Rosji i powrotu do polityki „kontynentalnej”, nastąpiła poprawa stosunków rosyjsko-brytyjskich, w wyniku czego podpisano umowę z Wielką Brytanią w sprawie podziału stref wpływów w Afganistanie.
Osłabienie siły militarnej Rosji po wojnie czasowo zmieniło równowagę sił w Europie na rzecz Państw Centralnych, co dało możliwość Austro-Węgrom do aneksji Bośni i Hercegowiny. Ogólnie jednak Berlin i Wiedeń z porażki Rosji w wojnie rosyjsko-japońskiej nic nie zyskały i to nie tylko z powodu utworzenia sojuszu brytyjsko-francusko-rosyjskiego. Wstyd z porażki Rosji w wojnie doprowadził do pozytywnych zmian w armii i marynarce. Przeprowadzone reformy wojskowe w latach 1905–1912 sprawiły, że na frontach I wojny światowej armia rosyjska działała bardziej sprawnie niż w latach 1904–1905. Oficerowie młodsi i starsi aktywnie wykorzystywali zgromadzone doświadczenie bojowe. Prowadzono bardziej aktywne szkolenie, co było szczególnie widoczne w artylerii. Rosyjskie działa polowe w 1914 roku prowadziły skuteczny ogień z zakrytych pozycji, tworząc trzon obrony m.in. w bitwie galicyjskiej.

## Polacy wśród uczestników wojny
Do udziału w wojnie zostało powołanych do służby wojskowej przeszło ćwierć miliona Polaków z obszaru zaboru rosyjskiego. W 1905 ks. Władysław Bandurski był autorem odezwy wzywającej do niesienia pomocy materialnej Polakom w Królestwie Kongresowym rannym i potrzebującym w wyniku poboru żołnierzy do udziału w wojnie. Zdzisław Nicman w artykule Chrzest bojowy przyszłych generałów opublikowanym na łamach „Polski Zbrojnej” podaje, że w walkach uczestniczyło 84 Polaków, oficerów armii rosyjskiej, a przyszłych generałów Wojska Polskiego II Rzeczypospolitej:
- Bronisław Teofil Babiański
- Leon Barszczewski
- Leon Berbecki – dowódca batalionu, pięciokrotnie ranny
- Edmund Berezowski
- Adam Jerzy Bieliński
- Leon Billewicz – dowódca kompanii
- Jakub Bohusz-Szyszko
- Michał Borowski
- Januariusz Cichowicz – starszy adiutant w Zarządzie Generała Kwatermistrza Armii Mandżurskiej
- Kazimierz Chromiński – dowódca oddziału wywiadowczego 10 Pułku Strzelców Wschodnich
- Filip Dubiski
- Stanisław Gurbski
- Edward Hejdukiewicz – dowódca kompanii
- Eugeniusz de Henning-Michaelis – dowódca pułku
- Wacław Iwaszkiewicz-Rudoszański
- Roman Jasieński
- Bolesław Jaźwiński
- Kazimierz Kardaszewicz
- Aleksander Karnicki
- Edmund Kessler – Syberyjski Pułk Strzelców
- Anatol Kędzierski
- Wacław Kłoczkowski
- Daniel Konarzewski
- Wincenty Krajewski
- Franciszek Kurpiewski
- Józef Leśniewski
- Franciszek Lewandowski
- Maksymilian Linda – dowódca batalionu
- Antoni Listowski
- Hipolit Łossowski
- Mikołaj Majewski
- Jan Morawski
- Tomasz Nejman
- Wincenty Odyniec
- Kajetan Olszewski – pełniący obowiązki dowódcy 98 i 97 Pułku Piechoty
- Aleksander Osiński
- Eugeniusz Pogorzelski
- Władysław Poklewski-Koziełł
- Kazimierz Porębski
- Olgierd Pożerski
- Maciej Radziukinas
- Aleksander Romanowicz
- Jan Konrad Roszkowski
- Adam Sławoczyński – dowódca 85 Wyborskiego Pułku Piechoty
- Stanisław Sochaczewski
- Sylwester Stankiewicz
- Mikołaj Sulewski
- Stanisław Suryn – dowódca kompanii karabinów maszynowych
- Bolesław Szarecki
- Eugeniusz Ślaski
- Wiktor Thommée
- Adolf Waraksewicz
- Jerzy Wołkowicki
- Jan Zarako-Zarakowski – dowódca pułku
- Lucjan Żeligowski

Nie zostali przyjęci lub nie zgłosili się do Wojska Polskiego:
- Konstanty Dowbor-Muśnicki – dowódca pułku

## Nawiązania do konfliktu
Uwaga całego świata skupiona wokół wojny spowodowała inspiracje konfliktem m.in. w sztuce oraz literaturze.

### Sztuka

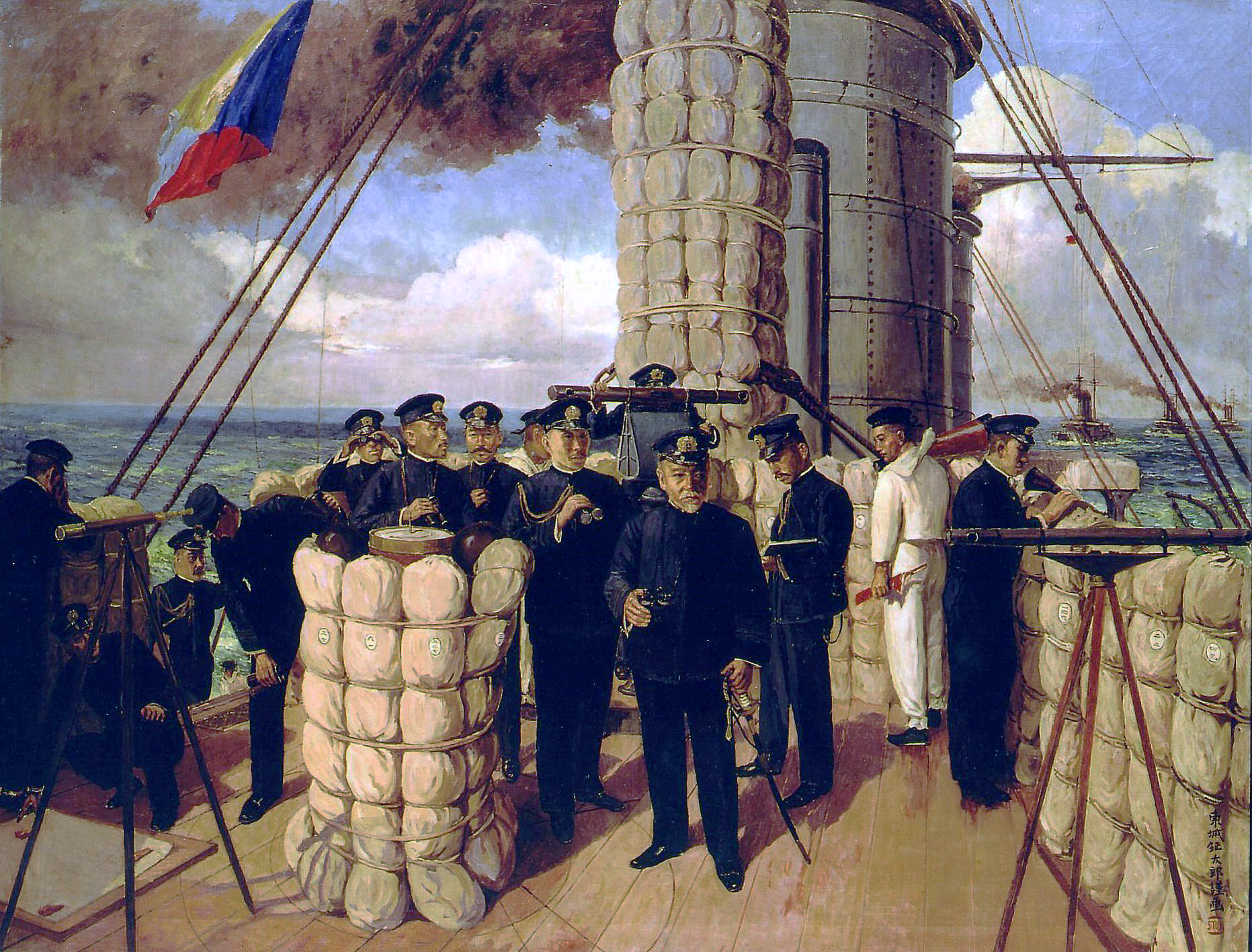
Admirał Tōgō stojący na pomoście bojowym pancernika Mikasa przed bitwą pod Cuszimą w 1905

- Dziesiątki dziennikarzy skupionych wokół wojny było autorami szkiców, które przekształcone zostały później w litografię lub inne formy powielane. Ze względu na propagandowy charakter wielu z nich sporo zostało zachowanych.

### Literatura
- W czasie wojny umieszczona jest akcja pierwszej części powieści Diamentowa karoca autorstwa Borisa Akunina.
- Antyutopia The Domination(inne języki) autorstwa Stephena Michaela Stirlinga przedstawia historię alternatywną, w której Japończycy używają sterowca przeciwko flocie rosyjskiej.
- Powyższy pomysł został szczegółowo opisany przez Rolanda Jamesa Greena(inne języki) w opowiadaniu Written by the Wind! z serii „Drakas!(inne języki)”.
- Sporadyczne nawiązania do konfliktu znajdują się w powieści Jamesa Joycea Ulisses.
- O bitwie pod Cuszimą opowiada książka Aleksieja Nowikowa-Priboja Cuszima.
- Oblężeniu Port Artur została poświęcona powieść Aleksandra Stiepanowa Port Artur.
- Jeden z głównych bohaterów powieści Gdy dziadek do Finlandii na nartach szedł fińskiego pisarza Daniela Katza bierze udział w wojnie.
- O konflikcie wspomina się także w powieści Lód Jacka Dukaja.
- Jeden z bohaterów drugoplanowych opowiadań o Jakubie Wędrowyczu – Semen Korczaszko – jest weteranem wojny rosyjsko-japońskiej i głównym źródłem nawiązań do konfliktu.
- Wojna rosyjsko-japońska jest przynajmniej dwukrotnie wspominana w Kwiatach polskich, jednym z najsłynniejszych dzieł Juliana Tuwima. Ogrodnik Dziewierski, główny bohater poematu, wspomina śmierć swojego przyjaciela (nazwiskiem Szczyrk) w bitwie o Port Arthur, a także maluje niewielki obraz zatytułowany Bój pod Cuszimą.
- Gra sieciowa Cuszima jest elementem fabuły powieści Rafała A. Ziemkiewicza Walc stulecia.
- Jeden z głównych bohaterów satyrycznego słuchowiska radiowego Rodzina Poszepszyńskich autorstwa Macieja Zembatego i Jacka Janczarskiego, Jacek Maria Poszepszyński, brał udział w wojnie rosyjsko-japońskiej, do czego często nawiązywał, używając powiedzenia „w niezapomnianym roku 1904”[42].

### Film
- Toshio Masuda wyreżyserował dramat historyczny pod tytułem Port Arthur (org. 203 kochi, 1980 r.) z Toshirō Mifune, Tatsuya Nakadai i Tetsurō Tamba[43].

### Inne
- Bitwy morskie konfliktu są tłem fabuły dla gry symulacyjnej Distant Guns stworzonej przez Storm Eagle Studios.
- Walc Na wzgórzach Mandżurii (ros. На сопках Маньчжурии – Na sopkach Mandżurii), skomponowany w latach 1906–1907 przez rosyjskiego dyrygenta i kompozytora Ilię Aleksieja Szatrowa, został dedykowany towarzyszom broni poległym podczas bitwy o Mukden.
- W mandze Golden Kamuy autorstwa Satoru Nody wielu bohaterów, w tym główny bohater – Saichi Sugimoto, są weteranami wojny rosyjsko-japońskiej.